# Halstead (Kansas)
Halstead és una població dels Estats Units a l'estat de Kansas. Segons el cens del 2000, tenia 1.873 habitants.

## Demografia
Segons el cens del 2000, Halstead tenia 1.873 habitants, 760 habitatges i 528 famílies. La densitat de població era de 556,3 habitants/km².
Dels 760 habitatges, en un 33,8% hi vivien nens de menys de 18 anys, en un 59,7% hi vivien parelles casades, en un 7,9% dones solteres, i en un 30,4% no eren unitats familiars. En el 26,8% dels habitatges hi vivien persones soles, el 13,2% de les quals corresponia a persones de 65 anys o més. El nombre mitjà de persones vivint en cada habitatge era de 2,44 i el nombre mitjà de persones que vivien en cada família era de 2,98.
Per edats, la població es repartia de la següent manera: un 26,1% tenia menys de 18 anys, un 8% entre 18 i 24, un 26,3% entre 25 i 44, un 21,6% de 45 a 60, i un 18% 65 anys o més.
L'edat mediana era de 38 anys. Per cada 100 dones de 18 o més anys hi havia 87,4 homes.
La renda mediana per habitatge era de 42.411 $ i la renda mediana per família de 51.458 $. Els homes tenien una renda mediana de 33.239 $, mentre que les dones 22.554 $. La renda per capita de la població era de 20.252 $. Entorn del 2,2% de les famílies i el 5,8% de la població estaven per sota del llindar de pobresa.

## Poblacions més properes
El següent diagrama mostra les poblacions més properes.